# Paroecanthus lituratus
Paroecanthus lituratus är en insektsart som beskrevs av Walker, F. 1871. Paroecanthus lituratus ingår i släktet Paroecanthus och familjen syrsor. Inga underarter finns listade i Catalogue of Life.